# Station Gaillon-Aubevoye
Station Gaillon - Aubevoye is een spoorwegstation in de Franse gemeente Le Val d'Hazey aan de lijn Station Paris Saint-Lazare-Le Havre.

## Treindienst
| Serie | Treinsoort | Route                                                                        | Bijzonderheden |
| ----- | ---------- | ---------------------------------------------------------------------------- | -------------- |
| C 1   | TER (SNCF) | Paris-Saint-Lazare – Vernon - Giverny – Gaillon-Aubevoye – Rouen-Rive-Droite |                |